# Giovita
Giovita  è un nome proprio di persona italiano maschile.

## Varianti
- Maschili: Giovito[3][4]

### Varianti in altre lingue
- Latino: Iovita[1][5]

Come nome femminile
- Basco: Yobita[6]
- Catalano: Jovita[6]
- Polacco: Jowita[5]
- Portoghese: Jovita[5]
- Spagnolo: Jovita[5][6]

## Origine e diffusione

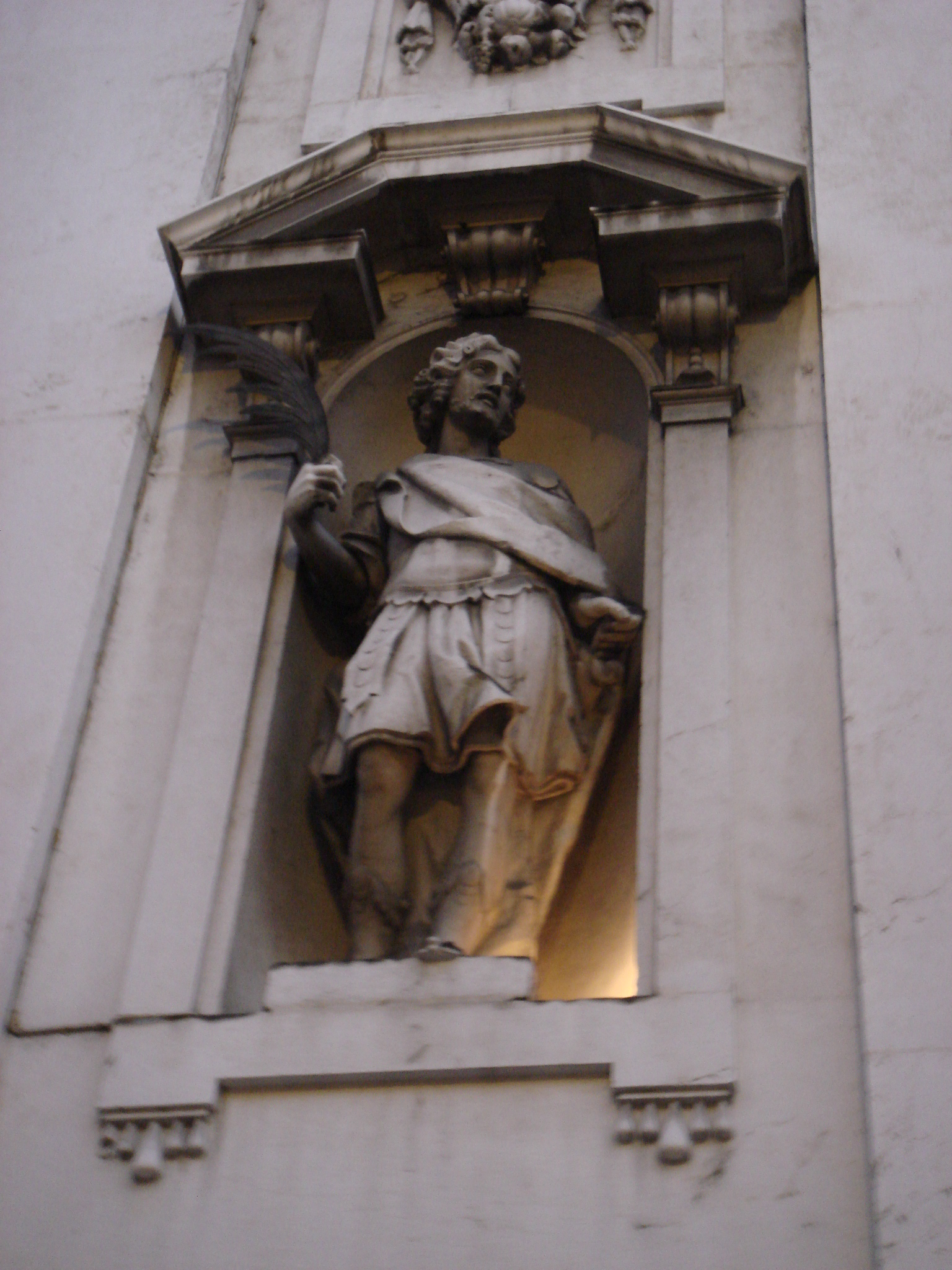
San Giovita scolpito da Stefano Bolognini, nella chiesa dei Santi Faustino e Giovita a Brescia

Si tratta di una ripresa del nome di san Giovita, un militare cristiano martirizzato assieme al fratello san Faustino sotto l'imperatore Adriano; l'agiografia di questi due santi è molto tardiva (VIII-IX secolo) e il nome di san Giovita, attestato in varie forme quali Iovita, Sovita o Iovia, tutte terminanti in -a, si presta anche a confusioni sul genere, tanto che già Usuardo parlava di "Faustino e della vergine Iovia". Di conseguenza il nome è usato ora al maschile, ora al femminile, a seconda della lingua: mentre in italiano è maschile, infatti, è invece femminile in polacco e nelle lingue iberiche.
Riguardo alla sua etimologia, essa è incerta. Alcune fonti interpretano la forma latina Iovita come un diminutivo, un patronimico o comunque un derivato del nome del dio romano Giove; tuttavia un nome come *Iovita o *Iovitta non è mai attestato prima dell'agiografia del santo, il che rende questa teoria problematica.
In Italia è accentrato in Lombardia, specialmente nella provincia di Brescia dove i santi Faustino e Giovita sono particolarmente venerati.

## Onomastico
L'onomastico ricorre il 15 febbraio in memoria di san Giovita, martire assieme al fratello Faustino a Brescia sotto Adriano.

## Persone
- Giovita Lazzarini, patriota e politico italiano
- Giovita Ravizza, grammatico e letterato italiano
- Giovita Scalvini, scrittore, poeta e patriota italiano

## Il nome nelle arti
- Jovita Castro è un personaggio del film del 1916 Two Men of Sandy Bar, diretto da Lloyd B. Carleton.
- Jovita Munez è una cameriera vittima di Lucius nell'omonimo videogioco Lucius del 2012.